# Beacon 2
Маяк-2 (англ. Beacon 2) — американский технологический спутник. Аппарат представлял собой пластиковую сферу диаметром 12 футов (3,7 метра) с алюминиевым отражающим покрытием, наполняющуюся газом. Его предполагалось использовать для измерения плотности атмосферы. 
Для запуска использовалась ракета-носитель Юнона-2 в трёхступенчатом исполнении.
Запуск прошёл неудачно — преждевременное истощение топлива первой ступени привело к сбою второй ступени.